# Sigiswanger Horn
Das Sigiswanger Horn (auch Sigiswangerhorn) ist ein 1527 m ü. NHN hoher Nebengipfel des Weiherkopfs in der Hörnergruppe der Allgäuer Alpen. Es steht zwischen Bolsterlang und Ofterschwang. Geologisch gehört das Sigiswanger Horn wie das benachbarte Rangiswanger Horn zu den Flyschbergen der „Vorderen Hörnergruppe“, die reich an moorigen Wiesen und artenreichen Schluchtwaldtobeln sind.

## Beschreibung
Das Sigiswanger Horn ist „ein kaum beachteter, von Wald überzogener Kopf“. Der Gipfel dieses Hornes lässt sich vom Panoramaweg auf der sogenannten Allgäuer Hörnertour, die zwischen dem Ofterschwanger Horn und dem Weiherkopf verläuft, in wenigen Minuten besteigen. Den Gipfel des Sigiswanger Horns ziert lediglich ein moosiger Steinhaufen. Dieser Gipfel ist – von Norden kommend – der zweite von vieren auf der Hörnertour. Die Hörnertour ist eine Route, die sowohl im Sommer als auch im Winter (z. B. mit Schneeschuhen) begangen wird. Im Winter ist die Route allerdings weder markiert und noch beschildert.
Nördlich des Sigiswanger Horns steht die Fahnengehrenalpe (1329 m), östlich die Schwingundalpe (1078 m) und die Kahlrückenalpe (1189 m), südlich die Sigiswangerhornalpe (1407 m).
Der Name Sigiswanger Horn ist benannt nach der Ortschaft Sigiswang an seinem Ostfuß. Sigiswang ist ein Ortsteil von Ofterschwang. Nach Thaddäus Steiner ist der Ortsname Sigiswang im ersten Teil aus dem altdeutschen Personennamen Sigi gebildet. In Karten des frühen 19. Jahrhunderts lautet die Schreibweise des Gipfels noch Siegeswanger Horn.